# Dinkelscherben
Dinkelscherben là một đô thị ở huyện Augsburg bang Bayern nước Đức. Đô thị Dinkelscherben có diện tích 67,7 km², dân số thời điểm ngày 31 tháng 12 năm 2006 là 6618 người.